# لغة باه بياو بونان
لغة باه بياو بونان هي لغة أسترونيزية يتحدث بها شعب بونان باه وبونان بياو في بورنيو في إندونيسيا , ماليزيا وبروناي.